# 森吉町
森吉町（もりよしまち）は秋田県の中央部に位置していた町である。2005年（平成17年）3月22日、北秋田郡の鷹巣町・合川町・阿仁町と合併し北秋田市となった。

## 地理

### 山
- 森吉山
- 倉ノ山
- 大森山
- ヒバクラ岳
- 柴倉岳
- 小滝山
- 大平山
- 源五郎岳

### 河川
- 阿仁川
- 小又川

### 湖沼
- 太平湖（人造湖・森吉ダム）

### 隣接していた自治体
- 鹿角市
- 北秋田郡：阿仁町、上小阿仁村、合川町、鷹巣町、比内町
- 仙北郡：田沢湖町

## 歴史
戦国時代は安東氏被官の加成氏（葛西氏一族）が勢力を持っていた。
- 1934年（昭和9年）12月10日 - 国鉄阿仁合線（現秋田内陸縦貫鉄道）開通、米内沢駅開業。
- 1956年（昭和31年）9月30日 - 北秋田郡米内沢町と前田村が合併し、森吉町となる。
- 1959年（昭和34年） - 森吉町立前田小学校根森田分校が廃止、分室となる。
- 1964年（昭和39年） - 森吉町立前田小学校根森田分室が廃止。
- 1972年（昭和47年）
  - 3月31日 - 森吉町立湯ノ岱小学校・森吉町立湯ノ岱中学校が閉校[2]。
  - 4月1日 - 旧森吉町立森吉中学校・森吉町立米内沢中学校・森吉町立前田中学校が統合。新森吉町立森吉中学校が開校。
- 1977年（昭和52年）3月31日 - 森吉町立森吉小学校小滝分校が廃校。
- 1980年（昭和55年）3月31日 - 森吉町立森吉小学校桐内沢分校が廃校。
- 1988年（昭和63年）8月10日 - 浜辺の歌音楽館が開館[3]。
- 1991年（平成3年）6月 - 「森吉山ダム建設事業に伴う一般補償に関する協定」締結及び基準の妥結調印。これにより8集落141世帯（桐内・姫ヶ岱・様田・向様田・惣瀬・森吉・鷲ノ瀬・深渡）が水没・移転となり、6集落58世帯（桐内沢・砕渕・小滝・女木内・湯ノ岱・平田）が少数残存地域となった[4]。
- 1992年（平成4年）3月31日 - 森吉町立森吉小学校が廃校[5]。
- 1995年（平成7年）
  - 11月3日 - 森吉町コンベンションホール四季美館が開館[6]。
  - 12月1日 - クウィンス森吉が開館[6]。
- 1997年（平成9年）9月11日 - 新庁舎が竣工[7]。
- 1998年（平成10年）8月3日～8月7日 - 森吉山麓高原で第12回日本ジャンボリーが開催され、皇太子（現在の天皇徳仁）が来町する[8]。
- 2005年（平成17年）3月22日 - 北秋田郡の鷹巣町・合川町・阿仁町と合併し北秋田市となる。

## 行政

### 町長
| 代 | 期 | 氏名       | 就任                       | 退任                       | 備考                   |
| -- | -- | ---------- | -------------------------- | -------------------------- | ---------------------- |
| 1  | 1  | 金為助     | 1956年（昭和31年）11月18日 | 1960年（昭和35年）11月17日 |                        |
| 2  | 2  | 近藤富治郎 | 1960年（昭和35年）11月18日 | 1968年（昭和43年）11月17日 |                        |
| 2  | 3  | 近藤富治郎 | 1960年（昭和35年）11月18日 | 1968年（昭和43年）11月17日 |                        |
| 3  | 4  | 赤石元治   | 1968年（昭和43年）11月18日 | 1972年（昭和47年）11月17日 |                        |
| 4  | 5  | 近藤富治郎 | 1972年（昭和47年）11月18日 | 1988年（昭和63年）11月17日 |                        |
| 4  | 6  | 近藤富治郎 | 1972年（昭和47年）11月18日 | 1988年（昭和63年）11月17日 |                        |
| 4  | 7  | 近藤富治郎 | 1972年（昭和47年）11月18日 | 1988年（昭和63年）11月17日 |                        |
| 4  | 8  | 近藤富治郎 | 1972年（昭和47年）11月18日 | 1988年（昭和63年）11月17日 |                        |
| 5  | 9  | 髙田要蔵   | 1988年（昭和63年）11月18日 | 1992年（平成2年）11月17日  |                        |
| 6  | 10 | 松橋久太郎 | 1992年（平成2年）11月18日  | 2004年（平成16年）11月17日 |                        |
| 6  | 11 | 松橋久太郎 | 1992年（平成2年）11月18日  | 2004年（平成16年）11月17日 |                        |
| 6  | 12 | 松橋久太郎 | 1992年（平成2年）11月18日  | 2004年（平成16年）11月17日 |                        |
| 7  | 13 | 近藤健一郎 | 2004年（平成16年）11月18日 | 2005年（平成17年）3月22日  | 近藤富治郎の子・元県議 |

## 友好都市
- 中華人民共和国遼寧省鳳城市
  - 1997年（平成9年）9月11日 友好都市提携

## 教育

### 高等学校
- 秋田県立米内沢高等学校

### 中学校
（合併後は北秋田市立）
- 森吉町立森吉中学校

#### かつてあった中学校
- 森吉町立米内沢中学校
- 森吉町立前田中学校
- 旧森吉町立森吉中学校
- 森吉町立湯ノ岱中学校

### 小学校
（合併後は北秋田市立）
- 森吉町立米内沢小学校
- 森吉町立浦田小学校
- 森吉町立前田小学校

#### かつてあった小学校
- 森吉町立森吉小学校
- 森吉町立湯ノ岱小学校
- 森吉町立米内沢小学校大野台分校
- 森吉町立森吉小学校小滝分校
- 森吉町立森吉小学校桐内沢分校
- 森吉町立前田小学校根森田分校（分室）

## 交通

### 鉄道
- 秋田内陸縦貫鉄道
  - 秋田内陸線
    - - 米内沢駅 - 桂瀬駅 - 阿仁前田駅 - 前田南駅 -

### 道路

#### 一般国道
- 国道105号
- 国道285号

#### 主要地方道
- 秋田県道3号二ツ井森吉線

#### 一般県道
- 秋田県道111号桂瀬笹館線
- 秋田県道146号桂瀬停車場線
- 秋田県道214号福館阿仁前田線
- 秋田県道309号比内森吉線

## 名所・旧跡・観光
- 小又峡

## 出身著名人
- 石田信之 (俳優)
- 羽後響助枩 (力士)
- 豪風旭（大相撲力士）
- 一湊政五郎（大相撲力士）
- 畠山健治郎 (政治家)